# Paul Cadroy
Paul Cadroy, né le 26 décembre 1751 à Aire-sur-l'Adour (Landes), mort le 23 novembre 1813 à Saint-Sever (Landes), est un avocat et député français.

## Présentation
Issu d'une famille bourgeoise d'Aire-sur-l'Adour, Paul Cadroy est le fils de Jean-Marie Cadroy, qui occupe les fonctions de jurat de cette ville. Avocat à Saint-Sever au début de la Révolution française, qu'il finit par approuver avec de grandes réserves, il devient vice-président de l'administration du département des Landes en 1791.
En septembre 1792, Cadroy est élu député du département des Landes, le troisième sur six, à la Convention nationale. Il siège entre les bancs de la Plaine et ceux de la Gironde. Lors du procès de Louis XVI, il rejette l'appel au peuple, se prononce pour la détention et vote en faveur du sursis à l'exécution. Il s'abstient de voter lors de la mise en accusation de Marat, et vote en faveur du rétablissement de la Commission des Douze.
Après le 9-Thermidor, il attaque les Montagnards, les sociétés populaires et la constitution de l'an I. Envoyé en mission dans les Bouches-du-Rhône et le Var par décret du 29 brumaire an III (19 novembre 1794) en remplacement de Pierre-Jean-Baptiste Auguis et Jean-Jacques Serres, il lutte contre les Jacobins, qui ne tiennent plus que le district d'Arles, et réprime une insurrection populaire à Toulon. Le 9 germinal an III (29 mars 1795), il écrit de Marseille pour annoncer son prochain retour à Paris.
Un mois plus tard, un arrêté du Comité de salut public du 11 floréal an III (30 avril 1795) le charge de mener les subsistances des ports méditerranéens vers la capitale. Puis, le 14 floréal (3 mai), un second arrêté l'envoie à Lyon, où il laisse, deux jours plus tard, lors du déclenchement de la Terreur blanche, la foule tirer les Jacobins de leurs prisons pour les égorger. Tentant d'atténuer la portée de l'événement, il écrit : « Un grand crime a été commis, et nous en gémissons et nous cherchons les vrais coupables... Mais pourquoi publier dans toute la France que les patriotes sont égorgés à Lyon? Puisque la loi n'avait pas prononcé sur le sort des victimes, ce n'est pas à nous à attester leur crime. Écoutez l'opinion qui rarement se trompe quand elle n'est pas égarée par des passions étrangères. Les hommes qui sont morts dans les prisons avaient versé dans cette commune la désolation et le deuil. Les citoyens égorgés à milliers, les maisons démolies, les artisans, les ouvriers, les commerçants mitraillés en masse, la probité bannie, toutes les familles dispersées ; quatorze millions dépensés pour la destruction des édifices... voilà les hauts faits que l'accusation universelle attribue aux ministres de Collot, de Couthon... Nous n'avons donc pas à pleurer des patriotes ; mais nous pleurons sur la violation de la loi... »
Enfin, le 17 floréal (6 mai), un décret le nomme à l'armée des Alpes et d'Italie. Avec sa complicité et celle de son collègue Maximin Isnard, des massacres ont lieu le 21 floréal (10 mai) à Aix-en-Provence, où une bande partie de Marseille et emmenée par Auguste Garnier, fils d'un chapelier, envahit les prisons de la ville et y massacre une trentaine de prisonniers, accusés pour les uns d'avoir pris part à l'émeute du 5 vendémiaire, simples suspects de jacobinisme pour les autres, et le 30 mai à Toulon, où il réprime une insurrection jacobine,,,. À Marseille le 14 prairial (2 juin), il favorise, trois jours plus tard, le massacre de 97 prisonniers jacobins, anciens insurgés de Toulon ou révolutionnaires marseillais, au fort Saint-Jean. Effrayée par la rigueur de sa répression, la Convention le rappelle à Paris par le décret du 24 prairial (12 juin) « pour y donner des renseignements sur l'objet de sa mission » ; il quitte, deux jours après, Marseille pour Lyon, où il arrive le 5 messidor (23 juin).
Le 12 messidor (30 juin), un décret l'envoie à Marseille pour achever ses opérations sur les approvisionnements. Après l'échec de l'insurrection royaliste du 13 vendémiaire an IV, son action durant cette mission lui vaut plus tard d'être dénoncé comme le provocateur de l'assassinat des patriotes dans le Midi lors de la séance du 29 vendémiaire (21 octobre) par Marie Denis Pellissier et par François-Joseph Blanc. 
Nommé comme conventionnel au Conseil des Cinq-Cents le 23 vendémiaire an IV (15 octobre 1795), il doit faire face à une pétition des habitants de Marseille, le 17 frimaire an IV (8 décembre 1795), l'accusant d'avoir organisé le massacre de patriotes. Il nie les faits, et l'assemblée passe à l'ordre du jour.
Proche des royalistes du club de Clichy, il est inscrit, lors du coup d'État du 18 fructidor an V, sur la liste des 53 députés condamnés à la déportation et doit être envoyé sur l'île d'Oléron, mais il parvient à s'échapper. Rentré dans son pays natal à la suite du coup d'État du 18 brumaire an VIII, il reprend sa fonction d'avocat et devient maire de Saint-Sever.

### Source
- « Paul Cadroy », dans Adolphe Robert et Gaston Cougny, Dictionnaire des parlementaires français, Edgar Bourloton, 1889-1891 [détail de l’édition], de Cabet à Calemard de Lafayette, p. 544-545